# Russians and Americans
 (juillet 2018).
Si vous disposez d'ouvrages ou d'articles de référence ou si vous connaissez des sites web de qualité traitant du thème abordé ici, merci de compléter l'article en donnant les références utiles à sa vérifiabilité et en les liant à la section « Notes et références ».

Russians and Americans est le onzième album d'Al Stewart, paru en 1984
Il comprend notamment Cafe society une composition piano, saxophone et Lori, don't go right, une ballade insouciante.

## Liste des Pistes
1. Lori, Don't Go Right Now
2. Rumours of War
3. The Gypsy and the Rose
4. Accident on 3rd Street
5. Strange Girl
6. Russians & Americans
7. Cafe Society
8. One, Two, Three (1-2-3)
9. The Candidate

## Musiciens
- Al Stewart : chant, guitare, claviers
- Peter White : guitare, claviers, accordéon
- Robin Lamble : basse, guitare, violon
- Adam Yurman : guitare
- Steve Chapman : Batterie
- Denny Carmassi : Batterie
- Harry Stinson : Batterie
- Phil Kenzie : saxophone
- Marc Macino : harmonica
- Mike Fisher : percussion
- Mike Flicker : percussion